# Kai Nielsen (Bildhauer)

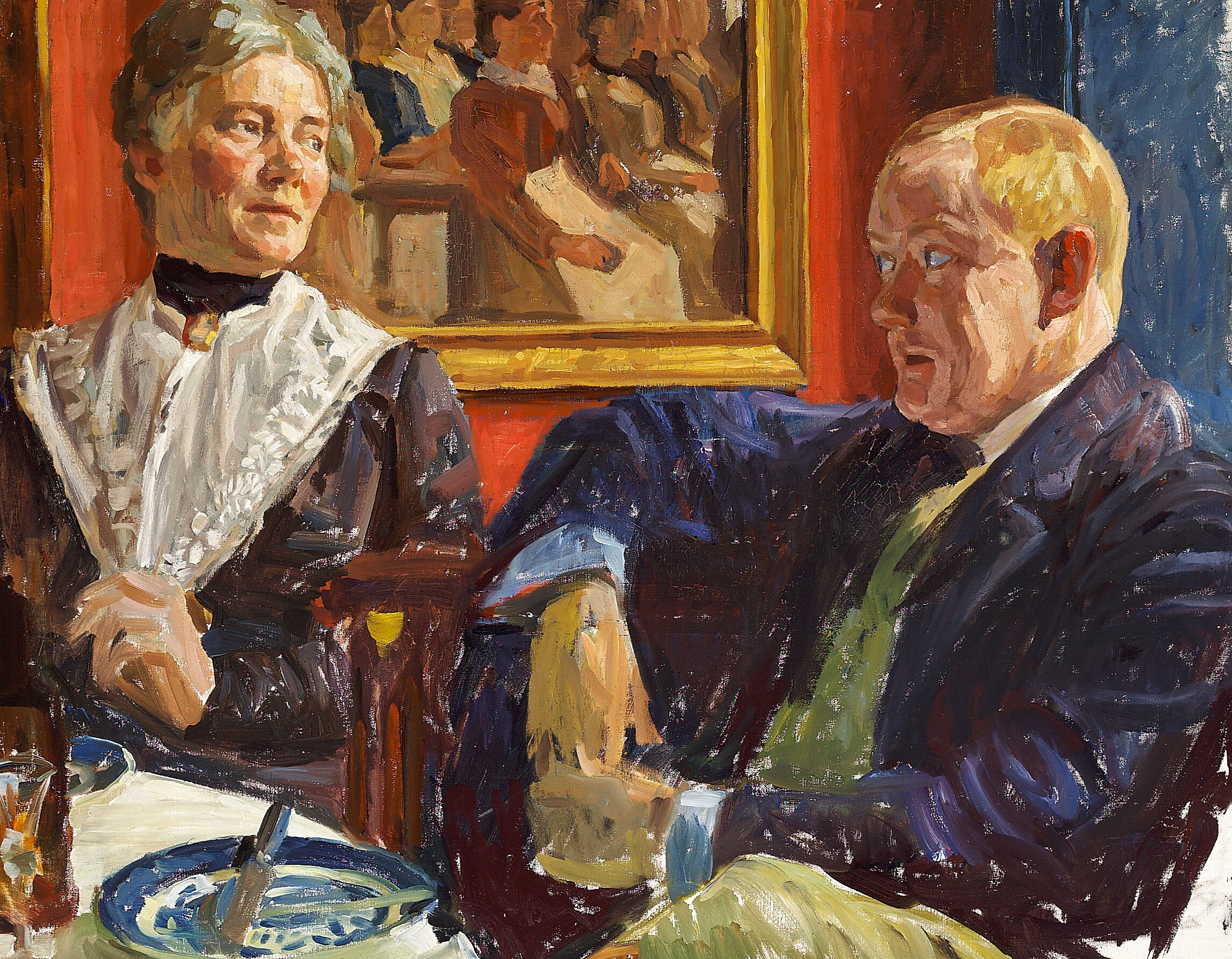
Bildhauer Kai Nielsen im Gespräch mit der Frau von Maler Peter Hansen, Gemälde von Peter Hansen

Kai Nielsen (* 26. November 1882 in Svendborg; † 2. November 1924 in Frederiksberg) war ein dänischer Bildhauer.

## Herkunft und Ausbildung
Die Eltern von Nielsen waren der Uhrmachermeister Christen Nielsen (1854–1902) und seine Frau Ane Marie Sofie Knudsen (1853–1907).
Nach seiner Konfirmation 1897 ging Kai Nielsen in seiner Heimatstadt Svendborg bei Malermeister Johannes Voss in die Lehre, besuchte die Technische Schule und wurde 1901 Geselle. Seine erste künstlerische Beschäftigung war die Malerei (Landschaften und Porträts), daneben malte er hin und wieder Figurenstudien. Als die Schule unter der Leitung von Edvard Eriksen (1876–1959), der auch Kai Nielsens Lehrer in der Schattenzeichenklasse war, einen Modellierungskurs einrichtete, meldete er sich an und bekam „erstmals Ton zwischen die Finger“. Eines seiner frühen Werke ist in der Gerritsgade 9 in Svendborg zu sehen, wo er und sein Freund Niels Hansen die Treppe des Elternhauses mit einem Fries schmückten.
Im Herbst 1901 ging Kai Nielsen nach Kopenhagen, wo er zunächst von seinem Handwerk lebte. Den ganzen Winter über wurde er von den Brüdern Gustav und Sophus Vermehren auf die Königliche Dänische Kunstakademie vorbereitet und dann im April 1902 an deren Kunstschulen aufgenommen. Hier studierte er vom Herbst 1902 bis zum Frühjahr 1906 u. a. bei dem Bildhauer Carl Aarsleff (1852–1918). Später bewarb er sich während des Frühjahrssemesters 1912 für die Dekorationsklasse von Joakim Skovgaard (1856–1933). Mit einer lebensgroßen weiblichen Statue „Gryet“ (deutsch Die Morgendämmerung), zwei Büsten und einer Skizze debütierte er 1903 auf der Herbstausstellung der Künstler und stellte in den folgenden Jahren im Mai 1904 bei der Nordischen Kunstausstellung am Amagertorv, jeweils auf der Charlottenborger Frühjahrsausstellung 1904–1907, auf der Herbstausstellung der Künstler 1907–1909, 1914, auf der Ausstellung der Gruppe „Den frie“ (deutsch Die Freien) 1908–1911, auf der Ausstellung „Junge dänische Kunst“ im Dezember 1910 und Grønningen 1915 aus.
Später präsentierte er seine Werke in seinen eigenen Ausstellungen im Kunstverein im Mai 1916 und April 1922 (zusammen mit Jens Thirslund), im Dänischen Kunsthandel Frühjahr 1918 (zusammen mit Albert Naur) und Mai 1919, in der Ausstellung „Den frie“ 1920 (zusammen mit Naur) und der alten Glyptotek in Carlsberg in Valby 1923. Als Stipendiat der Akademie reiste er zunächst im Herbst 1913 nach Paris, wo er bis zum Frühjahr 1914 blieb. Von Paris unternahm er eine Exkursion nach Florenz und Rom, um Michelangelo zu studieren.

## Karriere
Kai Nielsens früheste skulpturale Arbeiten zeigen den üblichen akademischen Naturalismus und sagen noch nicht viel über die Möglichkeiten dahinter aus. Im Frühjahr 1906 lernte er jedoch den wenige Jahre jüngeren Bildhauer Einar Utzon-Frank (1888–1955) an der Akademieschule kennen. Sie freundeten sich an, teilten sich sozusagen ein halbes Jahr lang ein privates Atelier und studierten gemeinsam die Werke von Auguste Rodin und Constantin Meunier an der Ny Carlsberg Glyptotek in Kopenhagen. Aus dieser nur wenige Jahre währenden Zeit der Freundschaft stammen Kai Nielsens erste bedeutende Werke: die Bronzestatue „Gammel Mand“ (deutsch Alter Mann), 1906 (Fåborg Museum) und die Bronzestatue „En blind Almuepige“ (deutsch Ein blindes gewöhnliches Mädchen), 1906–1907 (Ny Carlsberg Glyptotek). In ihnen zeigen sich seine Fähigkeiten. Wahrscheinlich war es Utzon-Frank, der den Instinkt für die Plastik in ihm weckte und ihm das Gefühl für die Probleme der Plastik beibrachte, die er bald darauf auf seine Weise entwickelte.
Das charakteristischste an Nielsens Skulpturen sind die vielen abgerundeten Formen. Es gibt keine scharfen Linien oder scharfen Kontraste und keine disharmonischen Zwischenräume oder Pausen. Er beschäftigte sich mit dem Konzept der runden Skulptur, einer Skulptur, die von allen Seiten sichtbar sein muss. Insbesondere kann man seine Werke als Hommage auf die Fokussierung, die Hingabe an eine ganz bestimmte Aufgabe oder Handlung, bezeichnen. Die Figuren sind bodenständig, einfach und ruhig. Selten ragen die Gliedmaßen hervor, sondern bleiben eng am Körper. Dennoch strahlen sie eine Lebenskraft aus, eine Beschäftigung mit dem eigenen Leben und damit einen Kontrast zur vorherrschenden Stilepoche des Symbolismus. Manche Arbeiten sind sogar groteske Statuetten, schamlos und ohne Schuldgefühle, ohne jedoch vulgär zu wirken.

### Künstlerischer Durchbruch

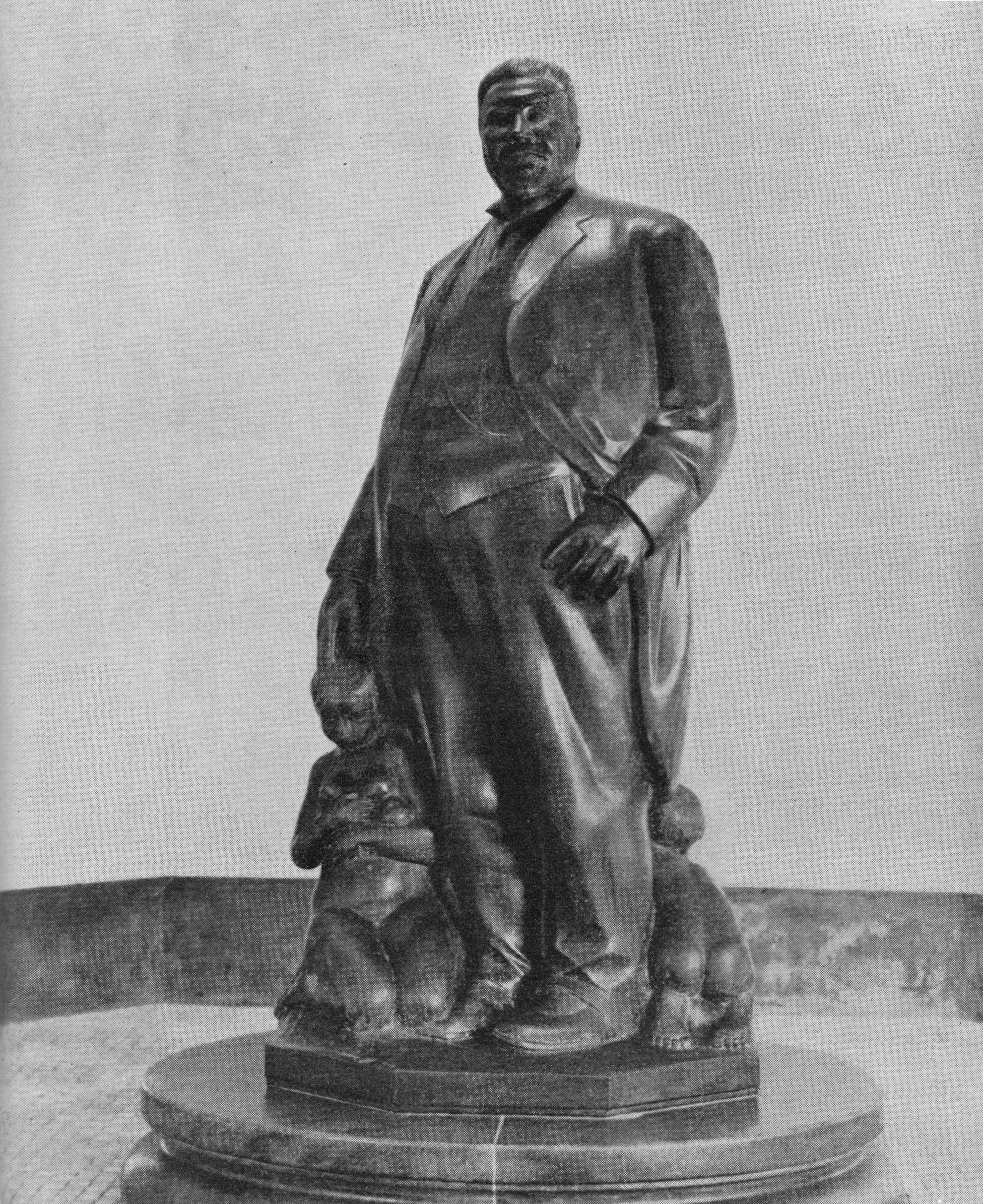
Mads Rasmussen, 1912–1914, Faaborg Museum

Der persönliche Durchbruch gelingt Kai Nielsen mit den naturalistischen Statuen „Nøgen“ (deutsch Nackt) Kalkstein, 1908 (Statens Museum for Kunst), einer nach vorne gebeugten weiblichen Figur, die ihr Gesicht in ihren Armen verbirgt und „Marmorpigen“ (deutsch Das Marmormädchen), 1909 (Fåborg Museum), ein junges Mädchen, das die Arme über die Brust kreuzt. Beide Arbeiten hat er nach Rodins Vorbild einfach nach einem kleinen Entwurf frei aus dem Stein gemeißelt. Hier erkennt Kai Nielsen die ganze Natur und Funktionsweise der Plastik, teilweise geleitet von Gesprächen mit dem Kunsthistoriker und Künstler Vilhelm Wanscher (1875–1961) und von seinen theoretischen Untersuchungen.
Darüber hinaus kommt seine sinnliche Wahrnehmung in ihrer ganzen Ursprünglichkeit zum Ausdruck. Es charakterisiert seine Beobachtung der Form, die nie eine feinere Zärtlichkeit als bei „Nøgen“ bekommen hat, und wird bei „Marmorpigen“ zur freien Poesie, wo das Motiv über die Modellstudie erhoben wird und als Symbol schlummernden erotischen Triebs erscheint. Das Marmormädchen bedeutet die vollständige Befreiung in seiner Entwicklung. Gelegentlich machte Kai Nielsen Kleinigkeiten, die noch naturalistische Charakterstudien der Realität sind – die Statuetten „Paa Markprøve“, (deutsch Auf Markprobe) 1908, „Fornem Dame, der gnider sin hofte med Kamferspiritus“, (deutsch Vornehme Dame, die ihre Hüfte mit Kampfer-Schnaps einreibt) 1909, die im Wesentlichen um des sensationellen Titels willen entstanden, „2½ Tomme × 2½ Tomme × 2½ Tomme“ (deutsch 2½ Zoll × 2½ Zoll × 2½ Zoll); Bildhauerlyrik, 1910, wo ähnliche didaktische Überlegungen vorherrschten und die Marmorfigur „Liggende Barn“ (deutsch Liegendes Kind), 1910 (Statens Museum for Kunst).

### Monumentale Plastik

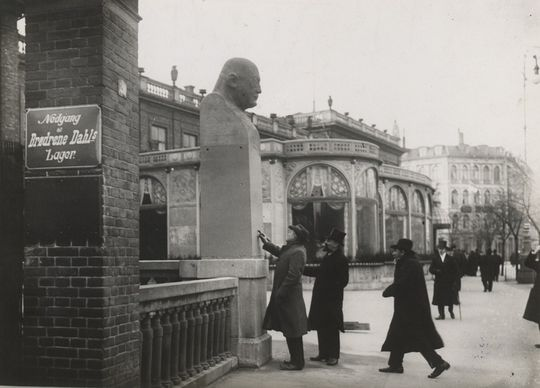
Kai Nielsen präsentiert seine Bindesbøll Büste dem Kunstmäzen Karl Madsen und Prof. Joakim Skovgaard, Kopenhagen

Eine Reihe großer öffentlicher und privater Aufträge gaben ihm jedoch in den folgenden Jahren die Möglichkeit, sich zu einem monumentalen Stil und zu einer vertieften Beschäftigung mit monumentaler Plastik, z. B. die Anforderungen des Materials an die Modellierung und das Zusammenspiel von Licht und Form. Er bevorzugt als Material Granit und Kalkstein. Als Joakim Skovgaard Thorvald Bindesbølls große Porträtbüste 1909–1910 in Auftrag gegeben hatte (in Basalt im grünen Innenhof des Kunstmuseums, in Granit vor dem Statens Museum for Kunst), formte er die Büste an der Stelle, an der sie zuerst errichtet wurde, um die Form mit der Umgebung und dem Licht, unter dem sie zu sehen war, in Einklang zu bringen. Die Büste wurde am Vester Boulevard (heute H.C. Andersens Boulevard) in Kopenhagen aufgestellt und war sein erster groß angelegter Auftrag im Porträtgenre. Es folgten kleinere Porträtköpfe von Künstlerkollegen wie Niels Larsen Stevns und Ludvig Karsten, der Boxer Dick Nelson (1918) und weitere Kinder.
Ebenfalls aus Granit entstand in Zusammenarbeit mit Kaare Klingt der Gedenkstein für die Polarforscher Ludvig Mylius-Erichsen, Jørgen Brønlund und Niels Peter Høeg-Hagen (1912 auf Langelinje in Kopenhagen errichtet) und die Statue „Granittøsen“ 1915 (Fåborg-Museum; eine Vorarbeit in Kalkstein 1910 unter dem Titel „En lille pige, der trækker uldtrøjen af“ (deutsch Ein kleines Mädchen, das den Wollpullover auszieht)).

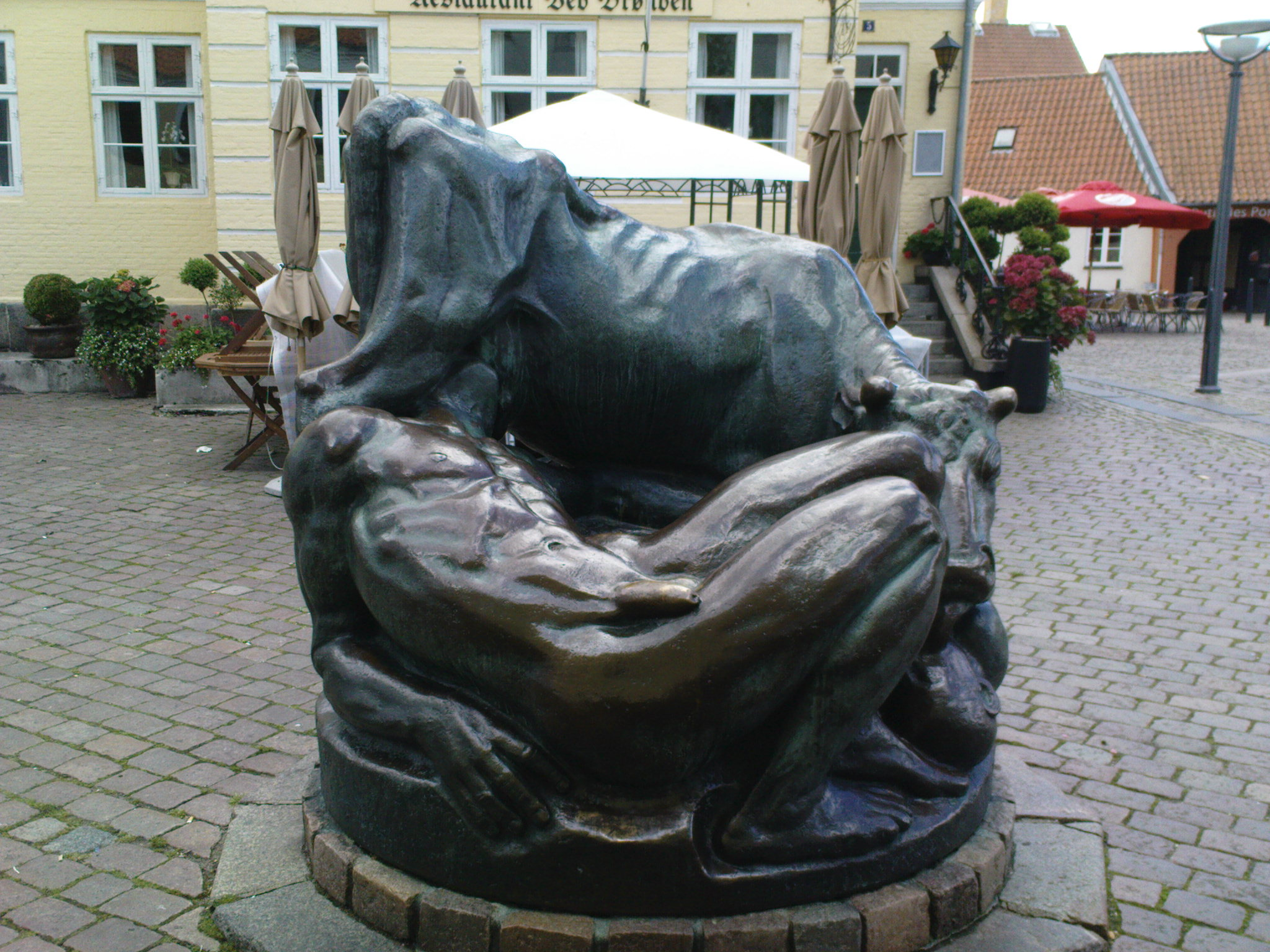
„Ymerbrønden“, Faaborg

Zu seinen ersten Dekorationsaufträgen gehörte der „Ymerbrønden“ (deutsch Ymerbrunnen) auf dem Platz in Fåborg (Sandstein 1912–1913, Bronze 1964), der zu seiner Zeit wegen der Nacktheit des Riesen „Ymir“ viel diskutiert wurde. Nach der nordischen Schöpfungsgeschichte, der in Snorra-Edda erzählt wird, lebte der zweigeschlechtliche Urzeitriese „Ymir“ davon, die Urkuh Audhumbla zu säugen. Es ist dieses Motiv, dem Kai Nielsen Form gegeben hat. Die prominente Position von „Ymirs“ Genitalien führte zu einer langen öffentlichen Debatte, als die Sandsteinskulptur 1913 auf dem Platz in Faaborg aufgestellt wurde. 1964 wurde es durch eine bronzegegossene Version ersetzt, die schnell an einer bestimmten Stelle blank poliert wurde. Umstritten war auch Kai Nielsens wegweisender Entwurf von Blågårds Plads in Kopenhagen (1912–1916), der als demokratische Dekoration für die Arbeiter und ihre Kinder gedacht war. Die Figurengruppen aus Granit mit Vertretern der Körperarbeit sind eng in ein architektonisches Ganzes eingebunden, scheinen es aber gleichzeitig durch ihre Kraft sprengen zu wollen. Auf dem Blågård Plads, wo er mit dem dänischen Architekten Ivar Bentsen (1876–1943) zusammenarbeitete, musste die Skulptur nach führenden architektonischen Ansichten geformt werden. Während seines Aufenthaltes in Paris entstanden die Modelle für die achtzehn Figurengruppen der Dekoration, die er aber auch vor Ort fertigte.
Diese Bemühungen in Richtung Monumentalität gipfelten in der Statue des Obstbauern und Konservengroßhändlers Mads Rasmussen. Kai Nielsen stammte aus Fünen und war seit seiner Gründung im Faaborg Museum vertreten. Den Gründer und Museumspatron, Mads Rasmussen, hat er in einer monumentalen Statue als lachender Riese im Museum aus schwarzem, poliertem Granit (1912–1914) dargestellt. Sie ist behutsam auf den von Carl Petersen geplanten Kuppelraum abgestimmt, dehnt den Raum mit seiner Formenfülle aus und bewahrt inmitten der architektonischen Fessel der Aufgabe eine üppige Stimmung in seiner Charakterisierung des Menschen. Die Figur ist pompös, ohne übertriebene Effekte, aber mit den nötigsten Details; beispielsweise ist die Bügelfalte in der Hose nur angedeutet. Auch in der Figur des Industriellen, wie überhaupt in Nielsens Inszenierung, sind Lebensfreude und Sinnlichkeit präsent: Zu seinen Füßen krabbeln fröhliche nackte Kinder mit Äpfeln im Arm herum.
Das zweite Material, Sandstein, wurde von Kai Nielsen für die Statue „Pigebarn, piller tæer siddende“ (deutsch Mädchen, sitzend an den Zehen pulend) 1910–1911 (Statens Museum for Kunst), „Ymerbrønden“ (deutsch Ymerbrunnen) auf dem Platz in Fåborg, 1913–1915 und die Gruppe „Vorherre puster liv i Eva“(deutsch Gott pustet Leben in Eva) 1914 (Statens Museum for Kunst), das im Grunde ein Relief im Riesenformat ist. Der Sandstein mit seinen Forderungen nach summarischer Modellierung und größerer Ganzheitlichkeit in der Bewegung der Figuren ermöglichte einen freieren Ausdruck seiner Formauffassung. Die sitzende weibliche Statue gehört zu jenen, bei denen sein plastisches Empfinden am unmittelbarsten, sein Pathos – die Schlafentzugsstörung in der mühsamen Gliederstreckung – am feinsten zu spüren ist.

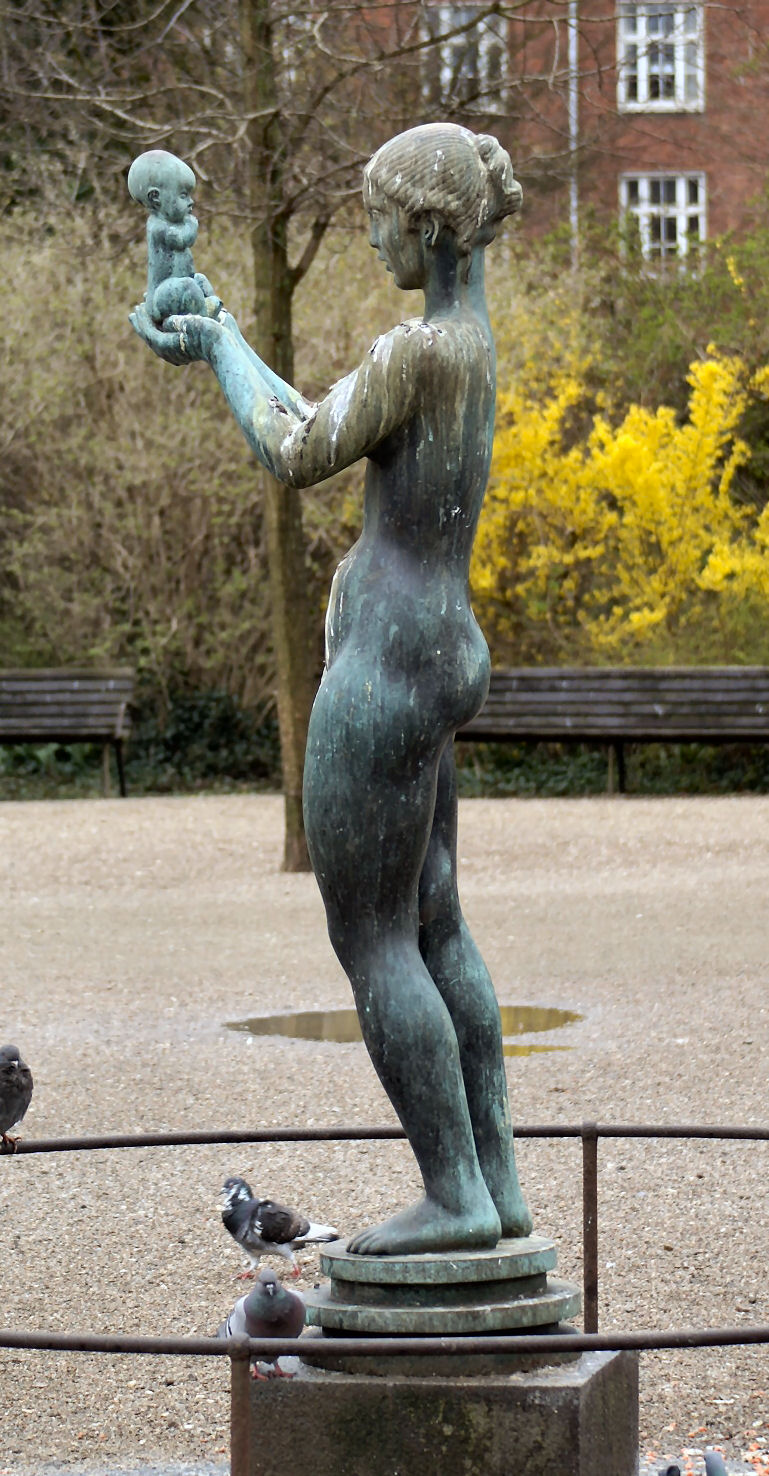
Venus med æblet, Enghaveparken, Kopenhagen

Durch Privatausstellungen versuchte Kai Nielsen in den Jahren 1915–1916 in Norwegen und Schweden Fuß zu fassen. Er schuf sich in diesen Ländern eine Position, die auf seinen Ruf in der Heimat zurückwirkte, und er bekam viele Aufträge. Insbesondere schuf er für den norwegischen Reeder Anton Fredrik Klaveness in Oslo die Bronzegruppe „Zeus und Jo“ in übernatürlicher Größe (1918–1920) und die beiden Marmorstatuen „Venus med Æblet“ (deutsch Venus mit dem Apfel) 1918–1920 (eine Kopie in Bronze steht im Enghaveparken in Kopenhagen). Für Klaveness entwarf er in den Jahren 1918–1920 eine umfassende Dekoration für den nach ihm benannten „Klaveness Park“ in Lysaker bei Oslo mit der Bronzeskulptur „Vandmoderen“ (deutsch Die Wassermutter) (1920) im Zentrum, einer weiblichen Figur mit neuer Rolle als Fruchtbarkeitssymbol (eine Marmorversion befindet sich in der Glyptothek).
Hervorzuheben ist, dass er seine scharfen Anforderungen an das Material nun lockert. Er konnte Metall und Stein austauschbar verwenden – die Statue „To Søstre“ (deutsch Zwei Schwestern) ließ er beispielsweise 1916 in Bronze, poliertem Granit (Nationalgalerie Oslo) und Marmor herstellen – und er verwendete auch das neue Material „metallischer Zement“. Seine Produktivität erholte sich, nicht zuletzt in Bezug auf Statuetten. Hier im kleinen Format setzte er seinen Launen keine Grenzen. Unter den Statuetten finden sich erotische Grotesken – kühne Haltungsmotive und Formphantasien – die vielleicht der eigentümlichste und in gewisser Weise stärkste Ausdruck seines plastischen Talents sind („Askepot“ (deutsch Aschenputtel), 1914; „Susanne i Badet“ (deutsch Susanne im Bad), „Prinsessen paa Ærten“, (deutsch Die Prinzessin auf der Erbse) beide 1915; „En fed lille Pige eller Det tabte Paradis“, (deutsch Ein dickes kleines Mädchen oder Das verlorene Paradies) 1918). Andere Arbeiten kreisen direkter um das vegetative Unterbewusstsein bei Frauen und Kindern („Dovendyret“ (deutsch Das Faultier), „En lille Rippe“ (deutsch Eine kleine Unbehaglichkeit), beide 1915) oder sie haben ein erotisches Motiv „Eva fristes af Slangen“ (deutsch Eva wird von der Schlange in Versuchung geführt, 1916). Viele Arbeiten wurden über den dänischen Kunsthandel verkauft, an den Kai Nielsen um 1918 sogar vertraglich mit einer festen Jahresgebühr von 20.000 DKK gebunden war, wie die Sammlungen „Eventyrtræet“ (deutsch Der Märchenbaum), 1917 und „Paris’ Dom“, 1919.

### Porträt-Skulpturen
Aus dieser Zeit stammen die drei wichtigsten Porträts von Kai Nielsen – die Maler Niels Larsen Stevns und Ludvig Karsten, der Boxer Dick Nelson (1915, 1919 bzw. 1918, Statens Museum for Kunst und Glyptothek). Von den Hauptwerken „Siddende Kvinde“ (deutsch Sitzende Frau), 1917 (ehemals bei Klas Fåhræus in Stockholm) auf dreiteiligem Sockel und „Leda med Svanen“ (deutsch Leda mit dem Schwan), 1918 (Statens Museum for Kunst) ist über einem dreieckigen Motiv aufgebaut, das in einer sehr gebundenen Komposition variiert wird. Die stehende weibliche Figur „Aarhuspigen“ (deutsch Aarhusmädchen), 1921 (Aarhus Stadion) und die liegende Skulptur „Leda uden Svanen“ (deutsch Leda ohne Schwan), 1920 (Statens Museum for Kunst) wurden zu seinen befreitesten Arbeiten. Bewegung, Form und Gefühl bilden ein unauflösliches Ganzes, genau wie der Verlauf eines einzelnen Atemzuges. Dies versuchte er in der Breite eines groß angelegten epischen Pathos in den monumentalen Gruppen „Jordens Tilblivelse“ (deutsch Erschaffung der Erde) und „Menneskets Tilblivelse“ (deutsch Die Erschaffung des Menschen), beide 1923, in der Loggia am Studentergården in Kopenhagen fortzusetzen (deponiert in der Glyptothek). Die erste Gruppe „Erschaffung der Erde“ zeigt Ymers herkulischen Körper, der die Erde für die menschheitliche Rasse auslegt. Die andere Gruppe „Die Erschaffung des Menschen“ zeigt Adam und Eva zusammen mit Gott, wo sich die Figuren duplizieren, während sie aus der Dunkelheit auftauchen. Dieses Pathos setzt sich fort im Entwurf des Seefahrtdenkmals (Bronze in der Glyptothek), 1924, sein letztes Werk vor seinem plötzlichen Tod. Insofern erreichte er auch die gewünschte Wirkung, ein Massendrama, ausdrucksstark und leicht verständlich, aber die innere Struktur der Plastik konnte er nicht einhalten. In den letzten Lebensjahren war er auch sehr beschäftigt mit Aufträgen für Porträtbüsten, sowohl für Erwachsene als auch für Kinder.

### Vitalität
Ursprünglich war Kai Nielsen mager und nicht stark, und er hatte in seinen besten Zeiten mit Magengeschwüren zu kämpfen, denen er schließlich erlag. Aber im Geiste war er eine Machtnatur. In seinen jungen Jahren bemühte er sich energisch, seine Konstitution durch Gymnastik und Sport zu stärken, und seine Vitalität war unwiderstehlich. Er verzauberte seine Zeitgenossen. Mehr als jeder andere wurde er ihr beliebtes Künstlergenie und Enfant terrible. Allein durch seine Persönlichkeit und Popularität hat er die Bildhauerkunst in das öffentliche Bewusstsein gerückt. Sein früher Tod weckte eine ungewöhnliche Beteiligung. Der Schriftsteller Johannes V. Jensen sprach an seinem Sarg, junge Bildhauer begleiteten ihn mit brennenden Fackeln, als er zur Kapelle geführt wurde und seine Beerdigung in Form einer pompösen Zeremonie stattfand. Nach seinem Tod fanden zwei Gedenkausstellungen seiner Werke statt, die erste im November 1925 in Schloss Charlottenborg mit großem Publikumsinteresse, die zweite im November 1934 im Museumsgebäude von Generalkonsul Johan Hansen am Kastelsvej Kai Nielsen.

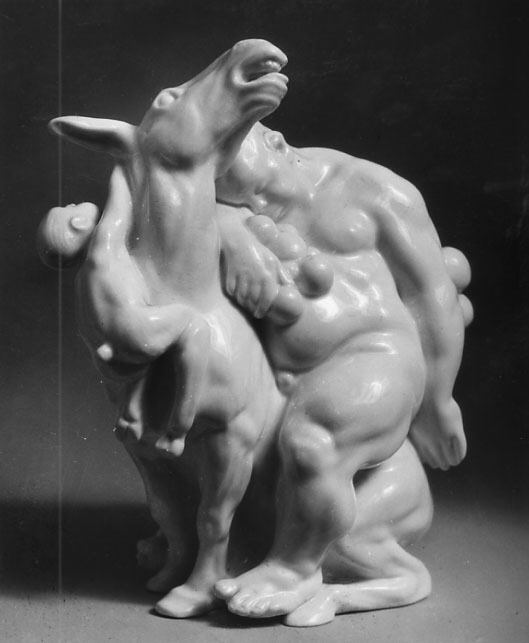
Porzellanfigur Faun Silenus, Porzellanfabrik Bing & Grøndahl, 1920, Metropolitan Museum of Art, New York City

Er arbeitete auch zusammen mit der Keramikindustrie, fertigte für die Kopenhagener Fayencefabrik die Figurenserien „I Skoven skulde være Gilde og Aftenselskabet“ (deutsch Im Wald sollte das Fest und die Abendgesellschaft sein) (1908 und 1910), für Bing & Grøndahl die Tischdekorationen „Vinhøsten“ (deutsch Die Weinlese), 1912, „Venus’ Fødsel“ (deutsch Geburt der Venus) 1913, „Amfitrite“, 1924 und ein Schachspiel (1914) weiterhin einige Figuren für den dänischen Keramikfabrikanten Herman Kähler in Næstved.

## Ausstellungen und Museen
Im Ausland wurde seine Kunst offiziell auf der Internationalen Ausstellung in Rom 1911, den dänischen Ausstellungen bei Liljevalch in Stockholm 1919, Brooklyn Museum, USA, 1927, Oslo 1931, Amsterdam 1934, Riga, Budapest und Warschau 1936 gezeigt.
Größere Sammlungen seiner Werke haben das Fåborg Museum, das Statens Museum for Kunst und die Ny Carlsberg Glyptotek. Arbeiten von ihm findet man auch in der Nationalgalerie Oslo, im Universitätsmuseum Bergen, im Schwedischen Nationalmuseum und in den Museen in Odense und Skagen.

## Familie
Kai Nielsen war der Sohn von Uhrmachermeister Christen Nielsen (1854–1902) und seiner Frau Ane Marie Sofie Knudsen (1853–1907) und Bruder des Architekten Viggo Berner Nielsen (1889–1966).

### Erste Ehe
Er heiratete am 17. Juli 1907 in Store Magleby seine erste Ehefrau Kathrine (Ketty) Mathilde Antonia Nielsen (* 4. Juni 1878 in Rudkøbing; † 8. Januar 1965 in Kopenhagen). Sie war die Tochter von Kapitän Hans Nielsen (Rask) (1811–1883), verheiratet in erster Ehe 1879 mit Anna Cathrine Andersen (1812–1877) und seiner Ehefrau Georgine Hansine Funch (1835–1911), verheiratet in erster Ehe mit dem Seemann Rasmus Hansen. Diese erste Ehe wurde geschieden.

### Zweite Ehe
Kai Nielsen heiratete am 29. Juli 1915 in Kopenhagen seine zweite Ehefrau Janna Lange Kielland Holm, (* 10. April 1880 in Bergen; † 22. Juni 1932 in Frederiksborg). Sie war in erster Ehe seit 1908 mit dem Schauspieler und späteren Bürovorsteher Thorleif Brinck Lund (1880–1956) verheiratet gewesen. Sie war die Tochter des Arztes Danchert Krohn Holm (1844–1905). Der Vater war in erster Ehe seit 1870 verheiratet mit Helene Christiane Falsen (1846–1875) und in zweiter Ehe mit seiner Mutter Axeliane Christine Zetlitz Kielland (1852–1913).
Kai Nielsens Sohn aus der zweiten Ehe, Yan Nielsen (1919–2001), war wie der Vater Bildhauer.
Kai Nielsen starb an Krebs nach mehreren längeren Krankheitsperioden am 2. November 1924, während der Arbeit von seinem Krankenbett an einem Entwurf für ein Denkmal für dänische Seeleute, die Opfer deutscher U-Boote im Ersten Weltkrieg geworden waren. (1924, Ny Carlsberg Glyptotek) Er wurde auf dem Vestre Kirkegård in Kopenhagen beerdigt.

## Ausgewählte Arbeiten

### Museen
- En blind almuepige (deutsch Ein blindes gewöhnliches Mädchen), Ny Carlsberg Glyptotek (1907)
- Marmorpigen, (deutsch Das Mamormädchen), Faaborg Museum (Marmor, 1909)[4]
- Nøgen (deutsch Nackt), Faaborg Museum (1910)
- Mads Rasmussen, Faaborg Museum (1912–1914),
- Leda med Svanen (deutsch Leda mit dem Schwan), Ny Carlsberg Glyptotek (1918)
- Leda uden Svanen (deutsch Leda ohne Schwan), Ny Carlsberg Glyptotek (1920)
- Jordens Tilblivelse (deutsch Erschaffung der Erde), Faaborg Museum (Abguss 1923)
- Menneskets Tilblivelse (deutsch Die Erschaffung des Menschen), Faaborg Museum (Abguss 1923)

### Öffentlicher Raum
- Thorvald Bindesbøll, H.C. Andersens Boulevard, Kopenhagen (1909–1910)
- Ymerbrønden, (deutsch Der Ymerbrunnen) Fåborg (Sandstein 1913, Bronze 1964)
- 22 Skulpturen, Blågårds Plads, Kopenhagen (1916)
- Århus pige (deutsch Aarhus Mädchen), Aarhus Central Station, Aarhus (1921)
- Mor og barn (deutsch Mutter und Kind), Frognerpark, Oslo (schwarzer Granit, 1925)
- Venus med æblet, (deutsch Venus mit dem Apfel) Enghaveparken, Kopenhagen (1929)[1]

## Galerie

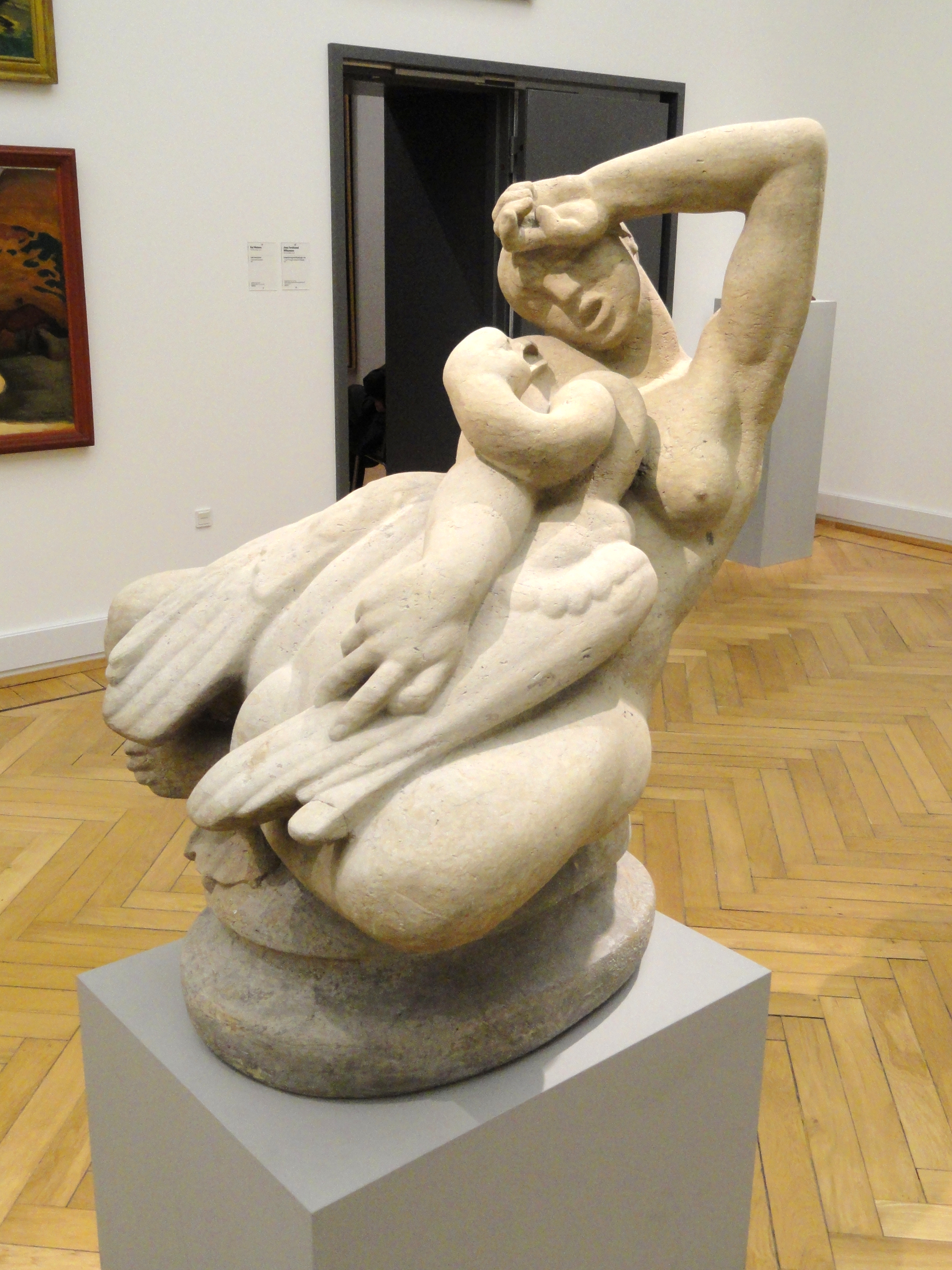
Leda med Svanen (deutsch Leda mit dem Schwan), 1918, Statens Museum for Kunst, Kopenhagen
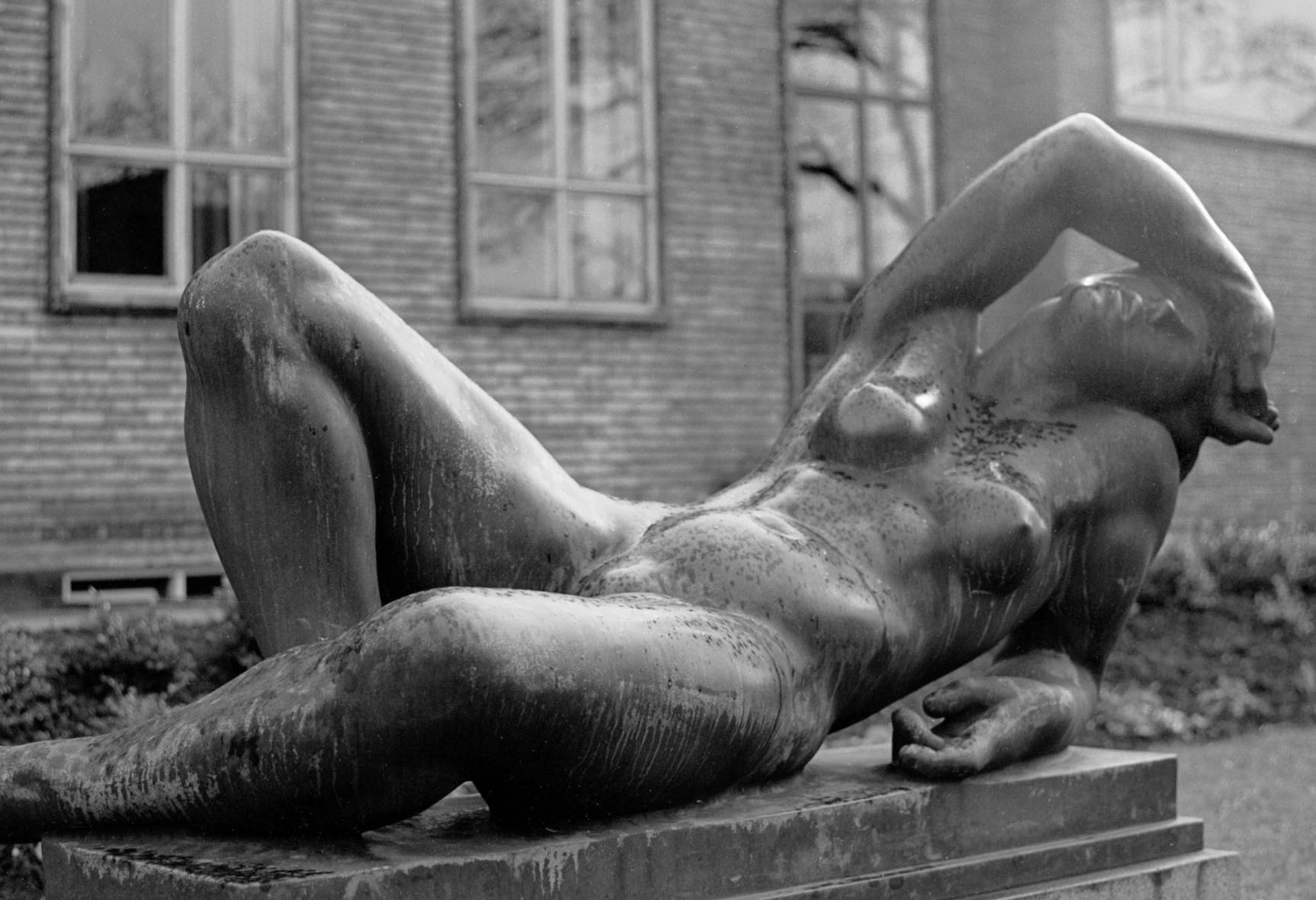
Leda uden Svanen (deutsch Leda ohne Schwan), 1920, Svendborg
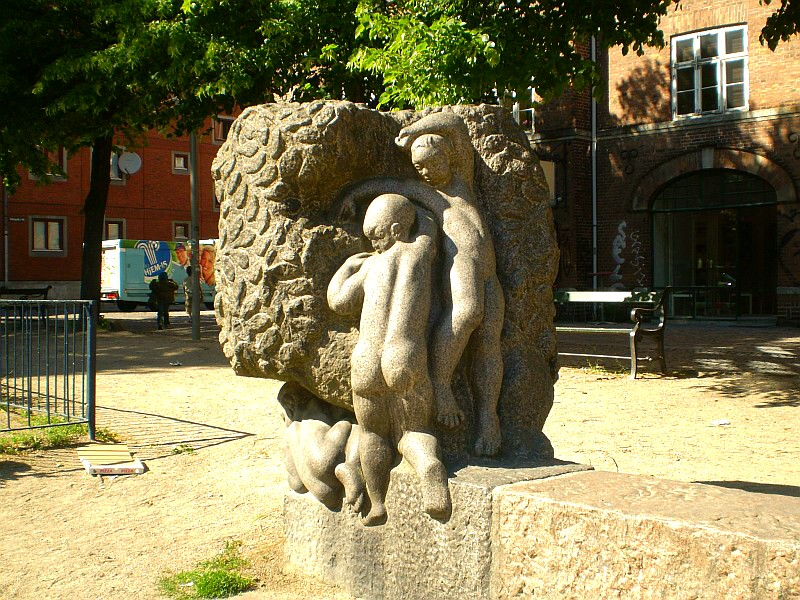
Eckskulptur auf dem Blågårds Plads, Nørrebro, Kopenhagen, 1916
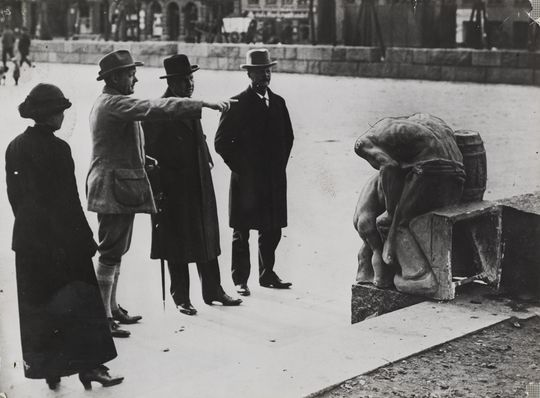
Kai Nielsen auf dem Blågårds Plads, Kopenhagen
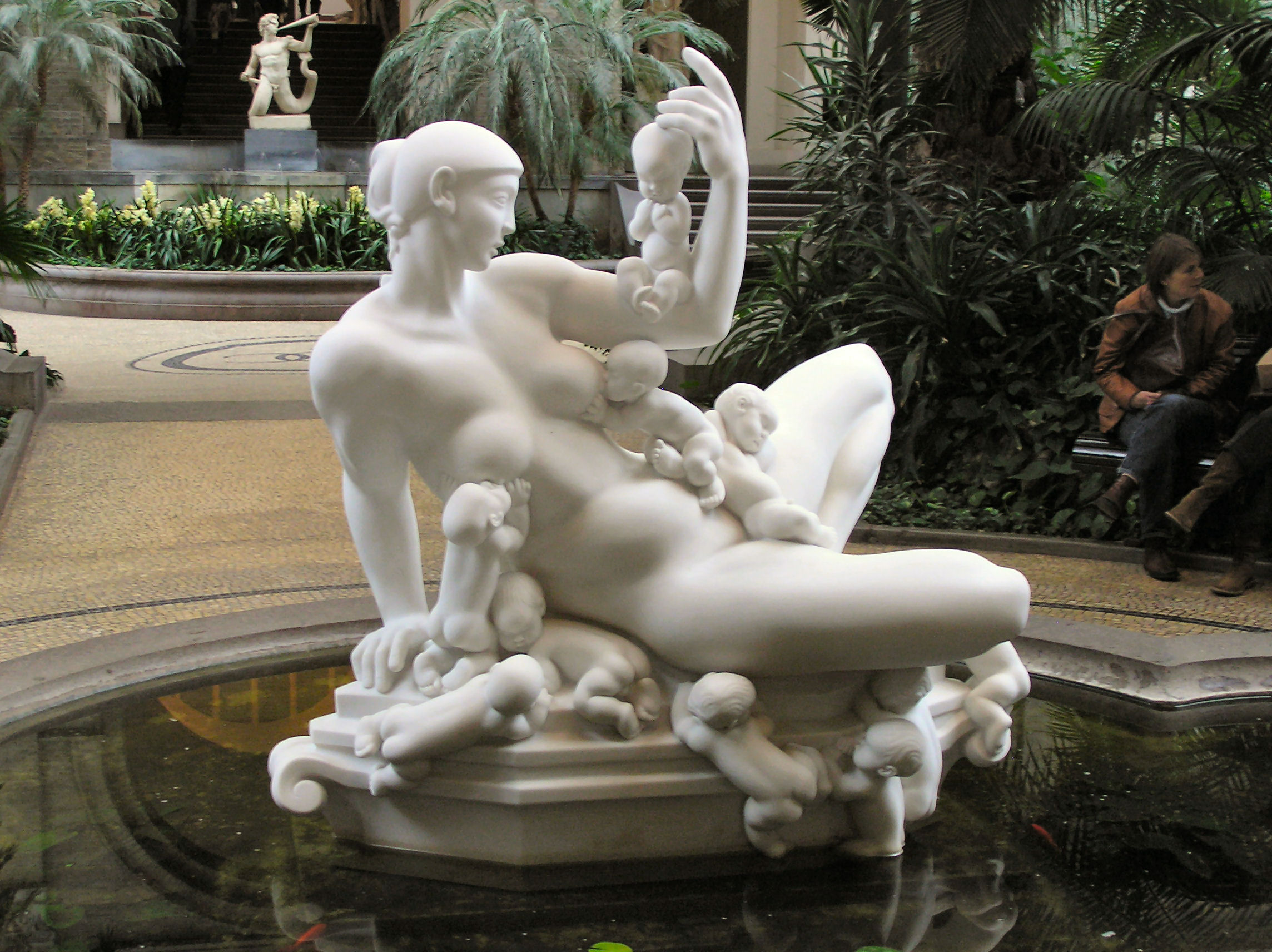
Vandmoderen (deutsch Die Wassermutter) im Wintergarden von Ny Carlsberg Glyptotek, Kopenhagen
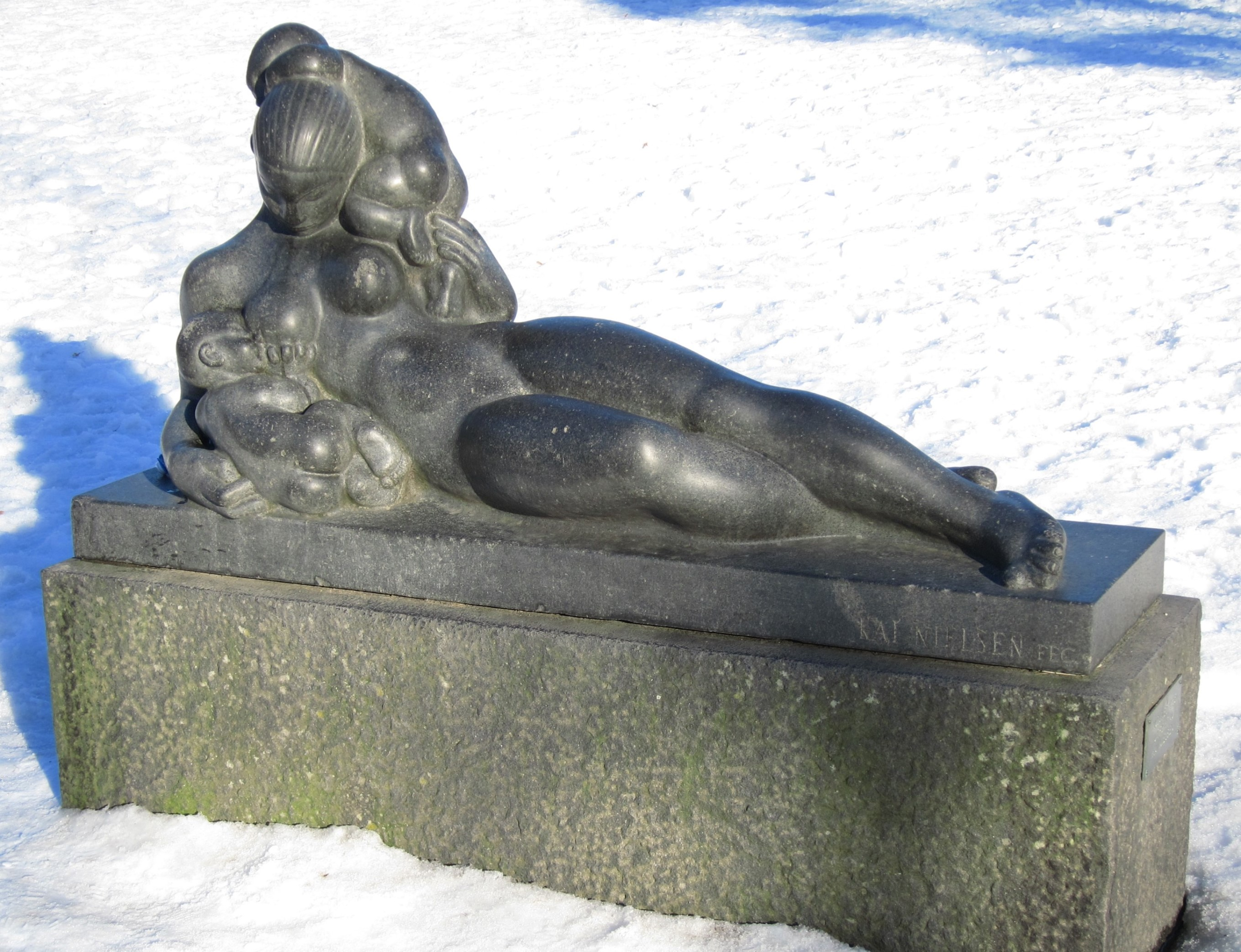
Mor og barn (deutsch Mutter und Kind), im Frognerpark, Oslo, 1925